# Kalevipoeg

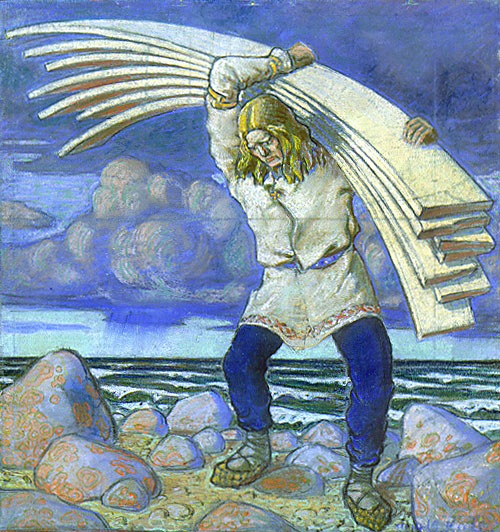
"Kalevipoeg laudu kandmas" ("Kalevipoeg draagt planken") (1914) door Oskar Kallis (Eesti Kunstimuuseum, Tallinn).

Kalevipoeg ("Kalevs zoon") is een door Friedrich Reinhold Kreutzwald in allitererende verzen geschreven episch gedicht, dat als het Estse nationale epos wordt beschouwd. Het bestaat uit ongeveer 19.000 verzen in 20 zangen. Het werk is gebaseerd op motieven uit de Estse legenden en volksliederen en werd vanaf 1850 door Friedrich Reinhold Kreutzwald opgesteld.

## Oorsprong
Er bestond in het oude Estland een mondelinge traditie van legendes die het ontstaan van de wereld verklaarden. In oude Estse folklore, komt een kwaadaardige reus voor met de naam Kalev, Kalevine, Kalevipoiss, Kalevine posikine en Kalevine Poika, die vocht met andere reuzen of vijanden van de natie. De vroegste schriftelijke verwijzingen zijn te vinden in Leyen Spiegel (1641) als "Kalliweh", en in een door Mikael Agricola gepubliceerde lijst van goden (1551) als "Caluanpoiat".

## Ontstaansgeschiedenis
De voornaamste verhaalstof is afkomstig uit Estse folklore over een gigantische held genaamd Kalevipoeg ("Kalevs zoon"). Deze verhalen zien vooral in verschillende zaken in de natuur of omgeving sporen van Kalevipoegs daden en vertonen overeenkomsten met nationale epen uit de omliggende regio's, in het bijzonder met de Finse Kalevala, en Scandinavië.
Op 4 januari 1839 gaf Friedrich Robert Faehlmann voor het Genootschap van Estische Geleerden een lezing over de legendes van Kalevipoeg. Hij schetste de plot van een nationale romantische epos. Later dat jaar was er een lezing door Georg Julius von Schultz over de Kalevala en de impact van deze op het nationale bewustzijn in Finland. Dit inspireerde Faehlmann om verhalen over Kalevipoeg blijven te verzamelen en hem zelfs een eerste poging tot een epos in Duits deed wagen. In 1850, na de dood van Faehlmann, begon Kreutzwald met het schrijven van het gedicht, dat hij zag als een reconstructie van een ouderwets oraal epos. Hij verzamelde mondelinge verhalen en voegde ze samen tot een geheel.
De eerste versie van Kalevipoeg (ook wel Proto-Kalevipoeg; 13.817/14.180 verzen) zou niet worden uitgegeven als gevolg van de drastische censuur door het Keizerrijk Rusland. Een tweede, grondig herziene versie (19.087 verzen) werd tussen 1857 en 1861 door het Wetenschappelijk genootschap van Estland als een academische publicatie (om de censuur te omzeilen) in vervolgdelen gepubliceerd. Deze publicatie omvat ook een Duitse vertaling. In 1862, verscheen een derde, ietwat verkorte versie (19.023 verzen). Dit boek was bestemd voor de gewone lezers. Het werd in Kuopio, Finland, gedrukt.